# Chiesa di San Lorenzo (Calolziocorte)
La chiesa di San Lorenzo è la parrocchiale e principale luogo di culto cattolico di Rossino, frazione di Calolziocorte in provincia di Lecco e diocesi di Bergamo; fa parte del vicariato di Calolzio-Caprino.

## Storia
Nel 1574 fu costruita nella località di Rossino una nuova chiesa in sostituzione a quella dell'IV secolo detta di San Lorenzo vecchio allora chiesa parrocchiale. La nuova chiesa fu eretta a dignità parrocchiale nel 1615 da Federico Borromeo che ne ratificò la traslazione confermandone il medesimo titolo. Nel 1644 la chiesa fu oggetto di ampliamento, ma la completa ricostruzione in stile neoclassico, ebbe inizio nel 1782 e terminò dieci anni dopo.

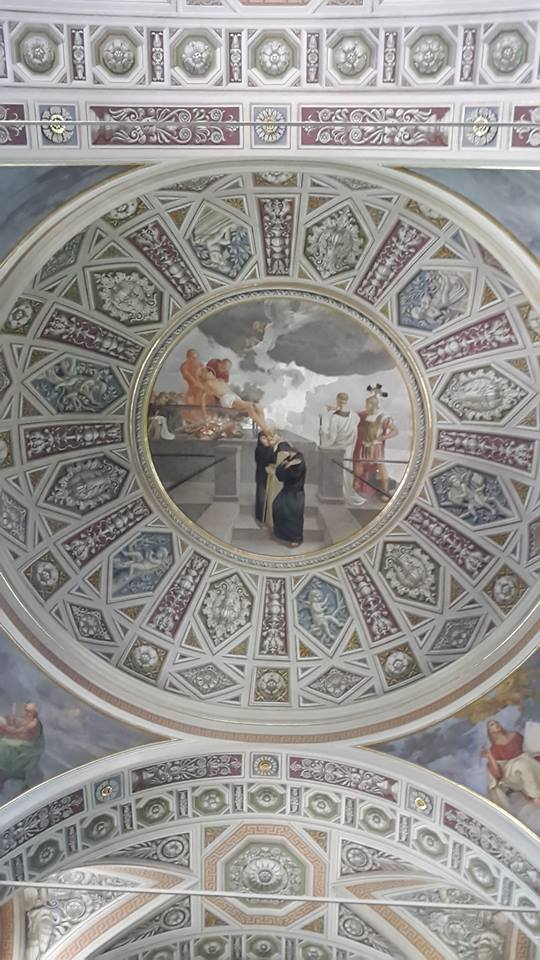
Chiesa di San Lorenzo-particolare

La chiesa faceva parte dell'Arcidiocesi di Milano e il passaggio a quella di Bergamo durò tre anni, dal 1784 al 1787 seguendo il passaggio della pieve di Olginate a seguito della definizione dei nuovi confini tra le due diocesi. Il passaggio iniziò con l'intervento delle autorità civili e della Sacra Congregazione concistoriale dei vescovi nel 1784, autorizzazione poi completata con la bolla pontificia del 13 novembre 1786 di papa Pio VI, e nel 1787 dalle autorità ecclesiastiche dell'episcopato.
La chiesa fu consacrata dal vescovo Pietro Luigi Speranza il 29 agosto 1858 con la conferma dell'intitolazione a san Lorenzo martire. Nel Novecento la chiesa fu oggetto di lavori di decorazione  e mantenimento. Nel 1928 l'artista Giovan Battista Nespoli decorò la cupola e nel 1949 la cappella dedicata al sacramento del battesimo. Verso la fine del XX secolo furono eseguiti lavori di mantenimento e ammodernamento.

## Descrizione

### Esterno
L'edificio di culto dal classico orientamento liturgico con abside a est, è anticipato dal sagrato con pavimentazione in lastre di pietra. La facciata è tripartita da lesene in muratura complete di zoccolatura e capitelli d'ordine toscano che reggono la trabeazione e il cornicione con il timpano triangolare. Il settore centrale è di misure superiori presenta l'ingresso principale con semplice cornice in pietra. La parte superiore ha una finestra cura e strombata completa di con vetrata istoriata che raffigura il santo patrono atta a illuminare l'aula.

### Interno
L'interno a unica navata, è diviso in tre campate di cui quella centrale ha misure superiori facendo da transetto, ogni campata ha un'apertura che illumina la navata. La prima campata a sinistra ospita la cappella con il battistero e corrispondente quella dedicata a zona penitenziale con un confessionale ligneo. Nella seconda campata vi è la cappella dedicata alla Madonna del Santo Rosario completa di altare neoclassico e corrispondente a destra quello dedicata ai santi Caterina d'Alessandria, Antonio Abate, Sebastiano Apollonia e Rocco. La terza campata presenta due cantorie in legno scolpito e laccato con l'organo a sinistra.
La zona presbiteriale anticipata dall'arco trionfale e da tre gradini in marmo di Carrara è delimitata dalla balaustra marmorea. La parete termina con il coro absidato a pianta semicircolare con catino.